# Barone Hastings
Barone Hastings era un titolo baronale nella Paria d'Inghilterra. Esso venne creato tre volte: la prima creazione nella Paria d'Inghilterra nel 1295. Il secondo nella Parìa d'Inghilterra nel 1299, estintosi alla morte del primo insignito nel 1314 circa. La terza creazione avvenne nella Parìa d'Inghilterra nel 1461 e che dal 1960 è stato abbandonato.

## Storia

### La creazione del 1295

Stemma di John de Hastings.

John Hastings venne convocato al Model Parliament come Lord Hastings il 23 giugno 1295. Egli era il figlio di Henry de Hastings, che era stato creato Barone Hastings da Simon de Montfort nel 1263. Questo titolo ad ogni modo non sembra sia stato riconosciuto poi dal re d'Inghilterra, sebbene alcuni storici identifichino il figlio John Hastings come il secondo barone Hastings. Il nipote di John Hastings, il terzo barone, venne creato Conte di Pembroke nel 1339. Il figlio di quest'ultimo, il secondo conte, sposò in seconde nozze Anne Hastings, II baronessa Manny. Il loro figlio, il terzo conte e quinto barone Hastings, succedette a sua madre anche come terzo barone Manny.
Alla morte di questi nel 1389 la contea e la baronìa di Manny si estinsero, mentre la baronìa di Hastings rimase quiescente, divenendo poi oggetto di una querelle legale. La baronìa fu infatti pretesa da Hugh Hastings (1377–1396) (successivamente de jure VII barone Hastings; vedi poi). Egli era il figlio primogenito di sir Hugh Hastings, nipote di sir Hugh Hastings (c. 1307–1347), figlio del secondo barone e della sua seconda moglie. Hugh pretese il titolo come "erede mezzosangue". Tale pretesa venne ad ogni modo contestata da Reginald Grey, III barone Grey de Ruthyn, che si definiva "erede di pieno sangue". Lord Grey de Ruthyn era infatti nipote di Elizabeth, figlia del secondo barone Hastings e della sua prima moglie. Alla prematura scomparsa di Hugh Hastings nel 1396 le pretese passarono a suo fratello minore Edward Hastings (1382–1438) (denominato poi de jure VIII barone Hastings; vedi poi). Nel 1410 il tribunale decise di far propendere la scelta sui Grey. Hastings immediatamente si appellò alla corte, ed all'incoronazione di Enrico V nel 1413, egli pretese il diritto di portare gli speroni del re, che Lord Grey de Ruthyn aveva portato a sua detta senza averne diritto all'incoronazione del 1399 di Enrico IV. Ad Hastings rimasero poi da pagare le spese processuali. Quando questi si rifiutò, venne imprigionato nel 1417. Rimase incarcerato sino al 1433, ma si rifiutò di abbandonare i propri diritti e pertanto entrambe le famiglie continuarono a proclamare i loro titoli. I Greys alla fine abbandonarono le loro pretese nel 1639.

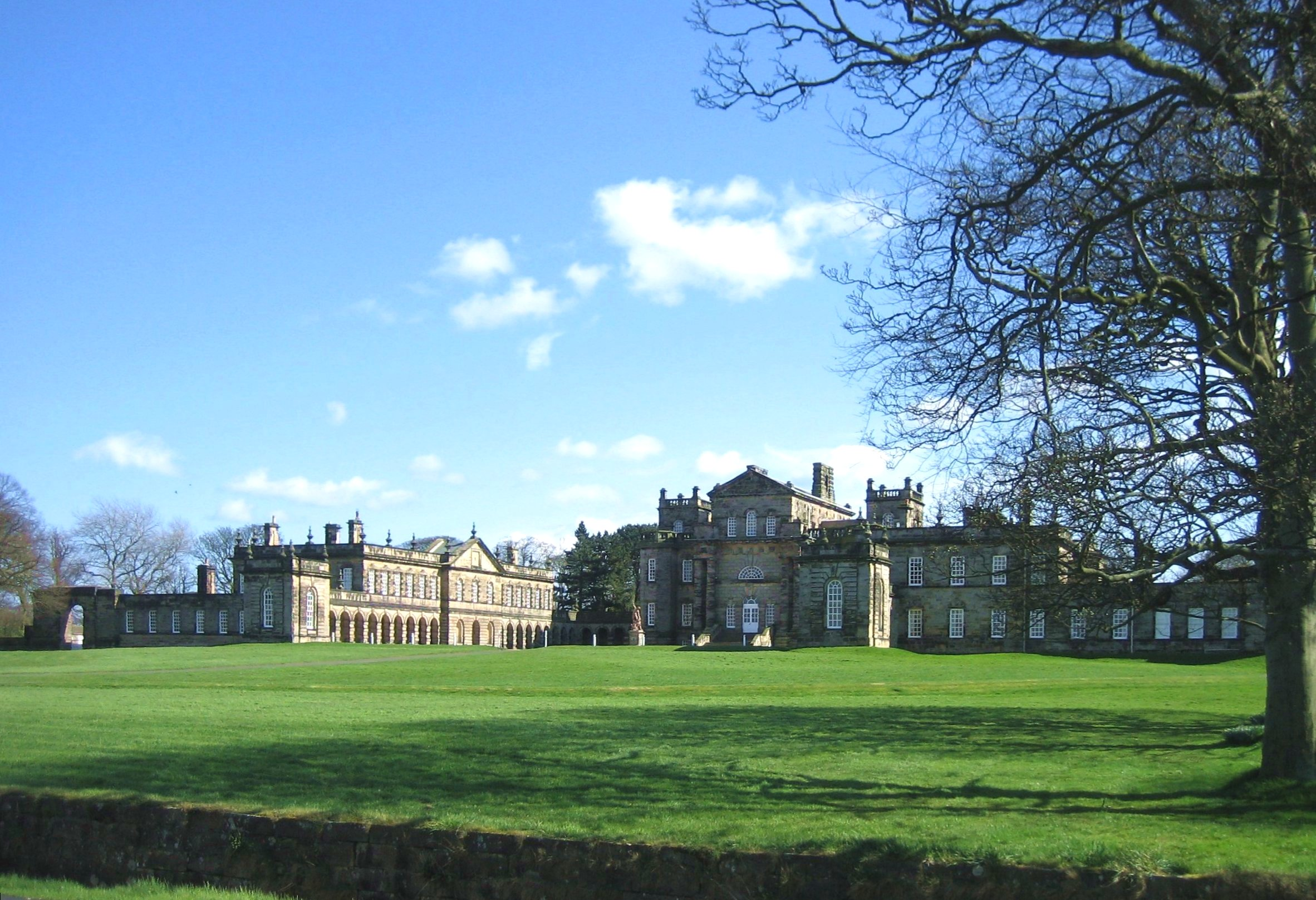
Seaton Delaval Hall, la sede formale della famiglia Astley

Dopo che il titolo era rimasto quiescente per 452 anni, nel 1841 la Camera dei Lords decise che il giusto successore del terzo conte di Pembroke e quinto barone Hastings dovesse ritenersi John Hastings, de jure VI barone Hastings. Egli era il figlio primogenito di sir Hugh Hastings, figlio minore del primo barone. Il suo successore fu il già menzionato Hugh Hastings, de jure VII barone Hastings. Il successivo detentore del titolo fu il fratello minore, il già menzionato Edward Hastings, de jure VIII barone Hastings. Alla morte dell'ultimo discendente di quest'ultimo, il de jure XV barone, la parìa decadde tecnicamente in abbandono tra le sorelle del barone, Anne ed Elizabeth. La decisione della Camera dei Lords propese per tre coeredi alla baronìa. La decisione venne presa in favore di sir Jacob Astley, VI baronetto, che venne chiamato alla Camera dei Lords in quello stesso anno come Lord Hastings. Egli era discendente di Elizabeth, sorella del de jure XV barone. Lord Hastings aveva rappresentato il West Norfolk nella Camera dei Comuni in precedenza.
Ad oggi il titolo è detenuto dal nipote di questi, il ventitreesimo barone e tredicesimo baronetto, che è succeduto al padre nel 2007. Il ventiduesimo barone ha prestato servizio nelle amministrazioni conservatrici di Harold Macmillan e Sir Alec Douglas-Home dal 1961 al 1962 e come segretario parlamentare del ministero per il governo locale dal 1962 al 1964.
La Baronettìa Astley, di Hillmorton nella contea di Warwick, venne creata nel Baronettaggio d'Inghilterra il 25 giugno 1660 per Jacob Astley. Egli rappresentò il Norfolk nella Camera dei Comuni per diversi anni. So nipote, il quarto baronetto, rappresentò sempre il Norfolk al parlamento. Egli sposò Rhoda, figlia di Francis Blake Delaval, di Seaton Delaval Hall nel Northumberland, sorella di John Delaval, I barone Delaval. Attraverso questo matrimonio la residenza di Seaton Delaval passò alla famiglia Astley. Il figlio della coppia, il quinto baronetto, fu sempre membro del parlamento per il Norfolk. Quest'ultimo fu padre del sesto baronetto che succedette al titolo di barone Hastings nel 1841.
La sede della famiglia era Seaton Delaval Hall, oggi possedimento del National Trust.

### La creazione del 1299
Edmund Hastings era il figlio minore di John Hastings, I barone Hastings. Il 29 dicembre 1299 venne convocato al parlamento come Lord Hastings. Ad ogni modo questa creazione si estinse con la sua morte nel 1314 circa.

### La creazione del 1461

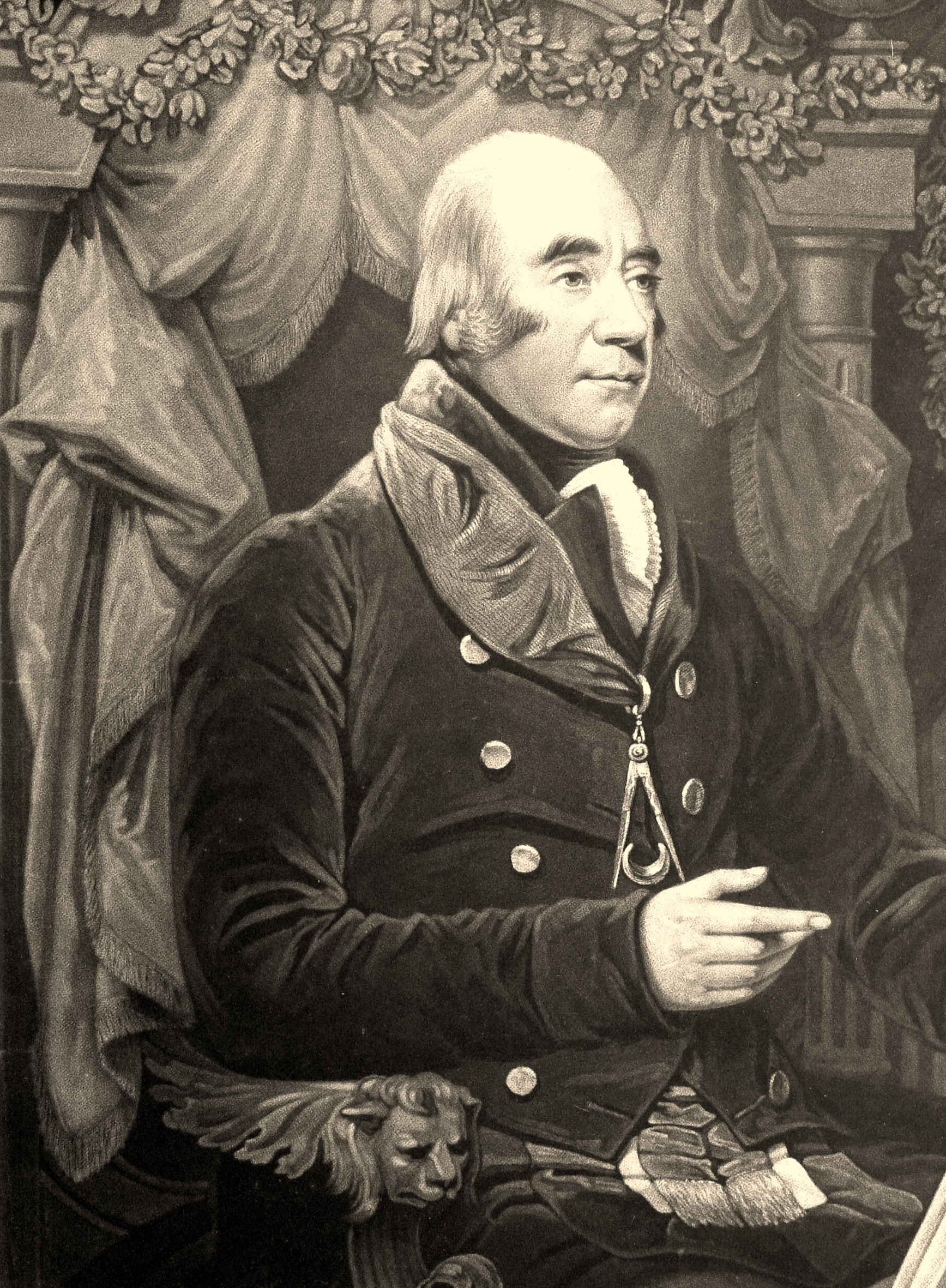
Francis Rawdon-Hastings, I marchese di Hastings

Sir William Hastings (c. 1430–1483) prestò servizio come Lord Chamberlain e ambasciatore britannico in Francia.
Egli venne convocato in parlamento col titolo di Lord Hastings il 26 luglio 1461. 
Lord Hastings venne decapitato a Tower Hill nel 1483 sotto l'accusa di tradimento verso Riccardo di Gloucester. 
Suo figlio, Edward, il secondo barone, sposò Mary, figlia di Robert Hungerford, III barone Hungerford, che era stato privato nel 1461. Mary cercò in ogni modo di ottenere il ribaltamento della sentenza sulla baronìa di Hungerford, sulla baronìa di Botreaux e sulla baronìa di De Moleyns. Il loro figlio, il terzo barone, ereditò la baronìa di Hastings dal padre e quelle di Hungerford, Botreaux e De Moleyns dalla madre. Nel 1513 venne creato Conte di Huntingdon.
Alla morte del decimo conte nel 1789 la contea rimase quiescente, mentre le baronìe di Hastings, Hungerford, Botreaux e De Moleyns passarono alla sorella Elizabeth, moglie di John Rawdon, I conte di Moira. Il loro figlio, il secondo conte di Moira, ereditò le quattro baronìe alla morte della madre nel 1808. Nel 1816 egli venne creato Marchese di Hastings. Lord Hastings sposò Flora Mure-Campbell, VI contessa di Loudoun. Il loro figlio, il secondo marchese, ereditò anche la contea di Loudoun da sua madre. Egli sposò Barbara, XX baronessa Grey de Ruthyn. Alla morte nel 1868 del loro figlio minore, il quarto marchese (che era succeduto anche per parte di madre alla baronìa Grey de Ruthyn), il marchesato si estinse, la contea scozzese di Loudoun passò alla sorella maggiore, mentre le baronìe di Hastings, Hungerford, Botreaux, De Moleyns e Grey de Ruthyn passarono alle sorelle in abbandono.
Nel 1871 le baronìe di Botreaux, Hungerford, Moleyns e Hastings passarono a Edith, contessa di Loudoun (ma non la baronìa di Grey de Ruthyn, che nel 1885 passò ad un altro erede). Alla morte della contessa di Loudoun, l'undicesimo conte, nel 1920, la contea passò alla sua nipote primogenita, Elizabeth, mentre le quattro baronie passarono in abbandono.
Nel 1921 le baronìe di Hastings e Botreaux vennero passate ad Elizabeth (assieme alla Baronìa di Stanley). Ad ogni modo, la baronìa di De Moleyns e la baronìa di Hungerford vennero passate ad un altro erede (il Visconte St Davids). Alla morte di Elizabeth nel 1960 le baronìe di Hastings, Stanley e Botreaux passarono in abbandono dove ancora oggi si trovano.

## "Barone Hastings" (1263)
- Henry de Hastings (m. 1268), non riconosciuto

## Baroni Hastings (1295)
- John Hastings, I barone Hastings (1262–1313)
- John Hastings, II barone Hastings (1287–1325)
- Lawrence Hastings, I conte di Pembroke, III barone Hastings (1318–1348)
- John Hastings, II conte di Pembroke, IV barone Hastings (1347–1375)
- John Hastings, III conte di Pembroke, V barone Hastings (1372–1389) (quiescente)
- John Hastings, de jure VI barone Hastings (1326–1393)
- Hugh Hastings, de jure VII barone Hastings (1377–1396)
- Edward Hastings, de jure VIII barone Hastings (1382–1438)
- John Hastings, de jure IX barone Hastings (1411–1477)
- Hugh Hastings, de jure X barone Hastings (1447–1488)
- John Hastings, de jure XI barone Hastings (1466–1504)
- George Hastings, de jure XII barone Hastings (1474–1512)
- John Hastings, de jure XIII barone Hastings (1498–1514)
- Hugh Hastings, de jure XIV barone Hastings (1515–1540)
- John Hastings, de jure XV barone Hastings (1531–1542) (abbandonato nel 1542)
- Jacob Astley, XVI barone Hastings (1797–1859) (dal 1841; confermato nel 1841)
- Jacob Henry Delaval Astley, XVII barone Hastings (1822–1871)
- Delaval Loftus Astley, XVIII barone Hastings (1825–1872)
- Bernard Edward Delaval Astley, XIX barone Hastings (1855–1875)
- George Manners Astley, XX barone Hastings (1857–1904)
- Albert Edward Delaval Astley, XXI barone Hastings (1882–1956)
- Edward Delaval Henry Astley, XXII barone Hastings (1912–2007)
- Delaval Thomas Harold Astley, XXIII barone Hastings (n. 1960)

L'erede apparente è il figlio dell'attuale detentore del titolo, Jacob Addison Astley (n. 1991)

## Baronetti Astley, di Hill Morton (1660)
- Sir Jacob Astley, I baronetto (c. 1639–1729)
- Sir Philip Astley, II baronetto (1667–1739)
- Sir Jacob Astley, III baronetto (1692–1760)
- Sir Edward Astley, IV baronetto (1729–1802)
- Sir Jacob Henry Astley, V baronetto (1756–1817)
- Sir Jacob Astley, VI baronetto (1797–1859) (succedette come Barone Hastings nel 1841)

Attualmente, la baronettìa è indicata come vacante nell'Official Roll of the Baronetage dal momento che il XIII baronetto non ha ancora provato la sua successione.

## Barone Hastings (1299)
- Edmund Hastings, I barone Hastings (c. 1265 –c. 1314)

## Barone Hastings (1461)
- William Hastings, I barone Hastings (c. 1430–1483)
- Edward Hastings, II barone Hastings (c. 1464–1506)
- George Hastings, I conte di Huntingdon, III barone Hastings (1488–1544)
- Francis Hastings, II conte di Huntingdon, IV barone Hastings (1514–1560)
- Henry Hastings, III conte di Huntingdon, V barone Hastings (1536–1595)
- George Hastings, IV conte di Huntingdon, VI barone Hastings (1540–1604)
- Henry Hastings, V conte di Huntingdon, VII barone Hastings (1586–1643)
- Ferdinando Hastings, VI conte di Huntingdon, VIII barone Hastings (1609–1656)
- Theophilus Hastings, VII conte di Huntingdon, IX barone Hastings (1650–1701)
- George Hastings, VIII conte di Huntingdon, X barone Hastings (1677–1705)
- Theophilus Hastings, IX conte di Huntingdon, XI barone Hastings (1696–1746)
- Francis Hastings, X conte di Huntingdon, XII barone Hastings (1729–1789)
- Elizabeth Rawdon, XIII baronessa Hastings (1731–1808)
- Francis Rawdon-Hastings, I marchese di Hastings, XIV barone Hastings (1754–1826)
- George Augustus Francis Rawdon-Hastings, II marchese di Hastings, XV barone Hastings (1808–1844)
- Paulyn Reginald Serlo Rawdon-Hastings, III marchese di Hastings, XVI barone Hastings (1832–1851)
- Henry Weysford Charles Plantagenet Rawdon-Hastings, IV marchese di Hastings, XVII barone Hastings (1842–1868) (abbandonato)
- Edith Rawdon-Hastings, X contessa di Loudoun, XVIII baronessa Hastings (1833–1874) (dal 1871)
- Charles Edward Rawdon-Hastings, XI conte di Loudoun, XIX barone Hastings (1855–1920) (abbandonato)
- Edith Abney-Hastings, XII contessa di Loudoun, XX baronessa Hastings (1883–1960) (dal 1921; abbandonato alla morte)

I coeredi sono i discendenti della XX baronessa:
- Simon Abney-Hastings, XV conte di Loudoun (n. 1974)
- Mrs Sheena Williams (n. 1941)
- Mrs Flora Purdie (n. 1957)
- Norman Angus MacLaren (n. 1948)